# كراماتورسك
كراماتورسك (بالأوكرانية: Краматорськ، Kramators'k) هي مدينة تقع في الجزء الشمالي من دونيتسك أوبلاست في شرق أوكرانيا.
تقع المدينة على ضفاف نهر كازيني تورست وهو أحد الروافد اليُمنى لسيفرسكي دونتس. وبلغ عدد السكان في تعداد 2013 السكني 164283 وتعد كراماتورسك أهم مركز للهندسة الصناعية والميكانيكية في أوكرانيا.

## التاريخ
نمت المدينة من تسوية صغيرة لطريق محطة السكك الحديدية الصغيرة في عام 1868 وتطورت حتى أصبحَت تلك التسوية تسويةً حضريةً رئيسةً في شمال دونيتسك أوبلاست مع العديد من مرافق إنتاج الآلات الثقيلة.

## توأمة
لكراماتورسك اتفاقيات توأمة مع:
- إيليكتروستال [7]

## أعلام
- فالنتين بارتيكا